# Pic de Caramantran
Le pic de Caramantran (en italien il Pelvo) est un sommet du massif d'Escreins, situé dans les Alpes à la frontière franco-italienne.

## Toponymie
Le nom Pelvo, utilisé sur les cartes italiennes et plutôt répandu dans les Alpes cottiennes, dérive d'une racine celtique pour désigner une montagne rocheuse et abrupte.

## Géographie
Administrativement, le pic de Caramantran est partagé entre les communes de Saint-Véran, Molines-en-Queyras (France) et Pontechianale (Italie). Culminant à 3 021 ou 3 024 ou 3 025 mètres d'altitude, la montagne se situe sur une crête se prolongeant au nord-est vers la Punta dell'Alp et le col Agnel (2 744 m) et au sud vers le col de Saint-Veran (2 844 m) et la Rocca Bianca (3 059 m). Une troisième crête s'origine du pic de Caramantran en direction de l'ouest et le relie à la pointe des Sagnes Longues (3 032 m).

## Ascension
C'est un sommet facile d'accès en randonnée pédestre, depuis Saint-Véran ou depuis le refuge Agnel (2 580 m) et le col de Chamoussiere (2 884 m).
L'ascension en ski de montagne depuis le hameau de Chianale (Pontechianale, Italie) et par le col de Saint-Veran  est considérée d'un niveau F.

### Cartographie
- (it) Cartographie officielle IGM échelle 1:25 000 et 1:100 000, consultable sur Portale Cartografico Nazionale
- (it) Istituto Geografico Centrale, Carta dei sentieri échelle 1:50 000 n.6 Monviso, et échelle 1:25 000 n. 106 Monviso - Sampeyre - Bobbio Pellice
- (it) « Carte échelle 1:10 000 », sur Gis.provincia.cuneo.it